# 中华人民共和国出/入境健康申明卡

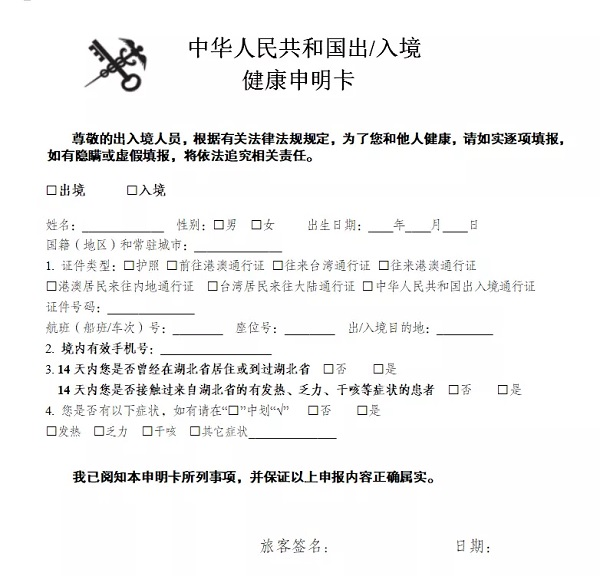
2020年1月25日启用的《中华人民共和国出/入境健康申明卡》第一版

中华人民共和国出/入境健康申明卡是中华人民共和国对出入境人员应对特定流行传染病而需填写的一份健康申报文件，目的是预防特定流行传染病的传播。该文件仅在特定流行传染病发生期间才需填写，例如2003年的SARS疫情、2009年H1N1流感大流行，以及2019冠状病毒病疫情。

## 历史
《出/入境健康申明卡》早在2003年SARS疫情期间即为出入中华人民共和国国境旅客所需填写的健康申报文件，申报内容包括个人信息、交通工具信息以及健康状况等。各口岸检验检疫工作人员将对旅客所填写的健康申明卡进行查验。
2008年1月1日起，为迎接北京奥运会和2010年上海世博会的召开，推动国际航空运输发展，质检总局简化航空口岸出入境旅客健康申报手续。在全球范围未发生重大传染病疫情时，出入境人员无需填写《出入境检疫健康申明卡》，仅在发生重大传染病疫情时才需填卡；对于有指定症状的人员则需向旅检通道检疫官员口头申报并接受检验检疫。同年6月1日起，新措施适用范围扩大至全国所有口岸。

### 2009年H1N1流感大流行
2009年5月1日起，北京首都国际机场恢复《健康申明卡》填报制度，要求出入境旅客在申明卡填报个人信息、过去两周曾去过的国家和城市，过去一周是否与流感患者或疑似患者有过密切接触等。5月2日，鉴于甲型H1N1流感疫情防控的严峻形势，为防止疾病传播，国家质检总局决定在所有口岸全面恢复入境人员填报《出入境健康申明卡》（前期航空口岸和深港边界的陆路口岸已恢复执行此制度），其他陆路口岸及所有水路口岸于5月3日晚8时开始实施。5月18日，修订后的《出入境健康申明卡》启用，新增入境人员须填报在中国七天内的行程和详实联系地址、联系电话、继续旅行方式和交通工具班次号等项目，且入境人员申报的症状由八种增加为十一种。
2010年4月26日，国家质检总局发布公告，基于甲型H1N1流感疫情变化，国家质检总局决定，除有指定症状或已诊断患有传染病的人员，以及携带微生物、人体组织、生物制品、血液及其制品等的人员需要向检疫官员口头申报外，其他出入境人员不再填写《入境健康申明卡》。

### 2019冠状病毒病疫情

在“海关旅客指尖服务”微信小程序申报后生成的健康申报码

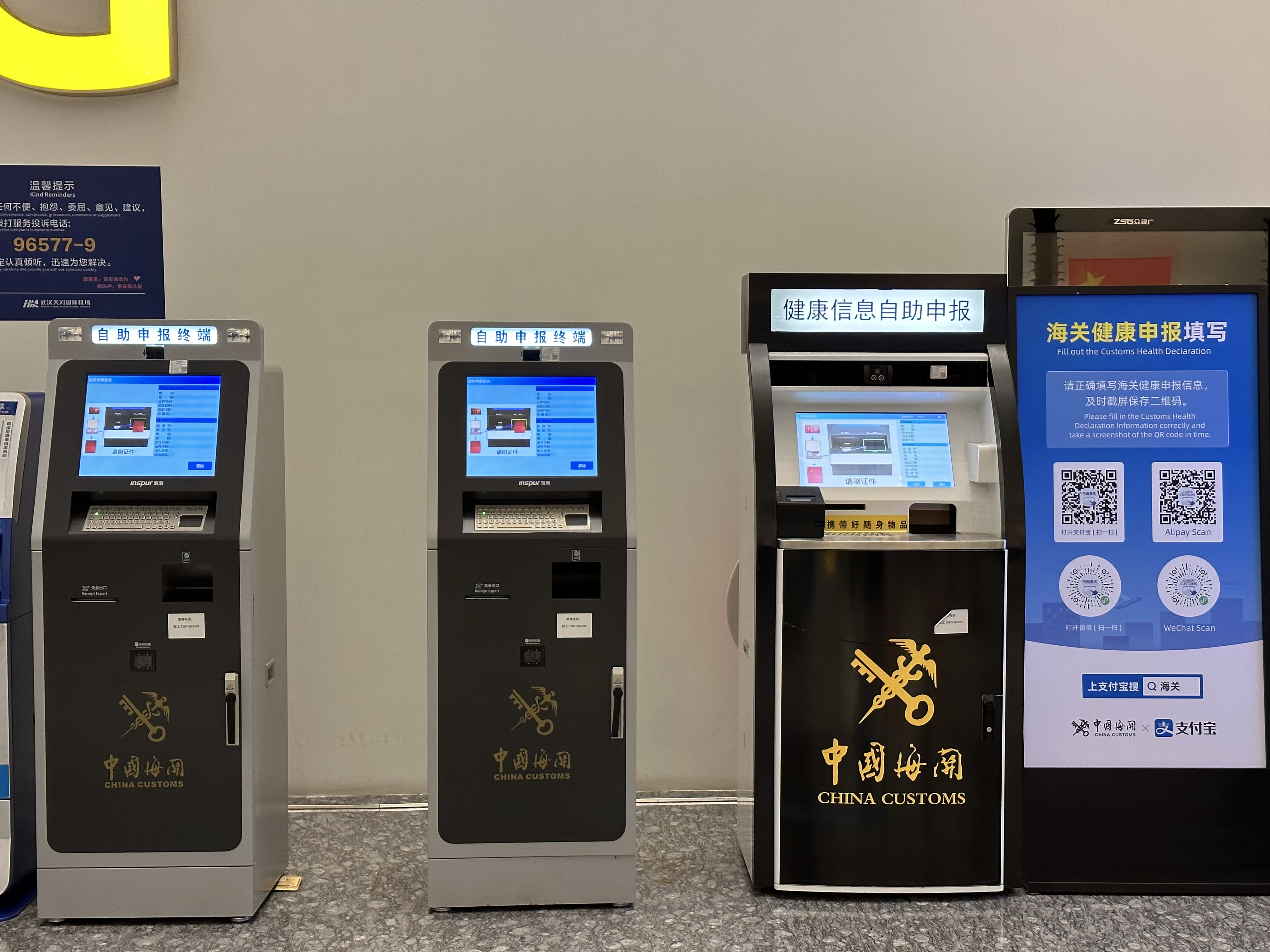
武汉天河国际机场内的海关自助健康申报终端，摄于2023年10月

2020年1月25日，为应对2019冠状病毒病疫情，海关总署决定，自即日起在全国口岸重新启动出入境人员填写《中华人民共和国出/入境健康申明卡》进行健康申报的制度，出入境人员还应配合做好体温监测、医学巡查、医学排查等卫生检疫工作。为了方便旅客使用智能手机填报，海关总署还在“海关旅客指尖服务”微信小程序增加健康申报模块，电子数据与纸质数据效力同等。同时，为方便外籍人士申报，2月1日海关总署推出“海关旅客指尖服务”微信小程序外语版，开通初期提供英文填报服务。2月11日，海关推出网页版申报方式，进出境人员可通过网页申报，通过访问海关总署网站，在“互联网+海关”服务平台公共服务板块中选择“出入境健康申报”，该功能同时支持电脑或手机填写。此后随着疫情的形势变化，出/入境健康申明卡亦进行了多次改版。
而通过手机端申报完毕后所生成的二维码被称为「黑碼」，每次填报的有效期为24小时，且只能使用一次。出入境人员抵达口岸卫生检疫通道后，将二維碼對準檢疫設備扫描进行信息核验，如系統亮綠燈即已完成檢疫手續，可繼續通關。如旅客有异常情况则以红灯警示拦截，有申报错误情况以黄灯提示重报。
2023年1月15日，珠海市陆路口岸疫情防控工作专班发布通告，1月19日起粤康码停止提供通关凭证转码服务。为方便旅客往来珠澳，“海关旅客指尖服务”微信小程序健康申报服务推出手动、自动修改后一键申报功能。
2023年5月8日起，深圳市人民政府口岸辦公室表示，对往返深圳与香港口岸的跨境貨車司機及跨境學童試行「一次申報，多次有效」的健康申報優化措施，上述人员「黑碼」的使用期調整為七天內多次有效，深圳各個陸路口岸均適用该措施。
2023年10月下旬，有香港媒体报道称，海关总署将于11月1日取消健康申明卡申报制度，西九龙站也取消了扫黑码的环节，扫码机暂时关闭使用。也有消息称，每逢假期，内地海关会在人流高峰暂时关闭扫描机。随后西九龙站口岸、深圳灣口岸、蓮塘口岸工作人员表示相关消息属实。
2023年10月31日，海关总署发布公告决定，自11月1日0时起，出入境人员免于填报《中华人民共和国出/入境健康申明卡》，但有发热、咳嗽、呼吸困难、呕吐、腹泻、皮疹、不明原因皮下出血等传染病症状，或已经诊断患有传染性疾病的出入境人员须主动向海关进行健康申报，并配合海关做好体温检测、流行病学调查、医学排查、采样检测等卫生检疫工作。至此，实施近四年的出入境人员全员填写健康申明卡的制度正式取消。政策实施后，各口岸海关检疫部门设立的查验闸机均已打开，出入境人员可直接通过；而现场健康申报展板及相关设备于10月31日口岸关闸后撤离。

### 争议
自2023年2月中国内地与香港恢复通关后，两地人员往来情况逐步回到疫情前水平，尤其是有大量香港人北上消费。2023年11月前，进出内地的人员仍须提前使用手机进行健康申报。尽管海关健康申报进行优化，一定程度上缓解了关口阻塞，但“黑码”仅限一日内使用，令须经常往返两地的人员极度不便。另外由于一些长者不熟悉智能手机应用，加上边境手机网络不稳定，每逢出入境高峰时段容易出现网络堵塞，无法生成黑码。而旅客申请“黑码”时须自行申报是否有症状，且旅客仅需扫码即可过闸，但内地海关并未对扫码人员进行认真核查，处理较为宽松，评论认为“黑码”沦为虚设。每逢节假日期间，深圳口岸会出现大量出入境人流，海关方面则会临时取消健康申报措施，将所有闸机全部开放予旅客快速通过，但在假期结束后恢复原有措施。即使深圳早前放宽跨境司机及学童的“黑码”安排，但两地居民取消“黑码”的呼声仍在持续。例如恢复通关初期，香港政商界、运输业界人士呼吁取消“黑码”，简化过关程序；商界认为，随着世卫组织已宣布COVID-19疫情不再是国际关注的突发公共卫生事件，其威胁降低，而两地各个关口的出入境人次正逐步攀升，未来挤塞情况可能会愈来愈严重，因此全面恢复疫情前的出入境流程势在必行。香港特区政府在2023年2月时曾表示会与内地商讨改善，甚至取消“黑码”，但未有进展。中国海关表示，健康申报卡并非只是针对新冠疫情，猴痘等其他传染病也需填写，是整体人员申报，目的是控制有病症者的双向流动。
2023年7月24日，36名港區全國人大代表聯署，建议內地海關總署取消健康申報卡制度。25日，全國人大常委李慧琼在出席全国人大常委會會議時，向全國人大代表工作委員會提交全體36名港區人大代表聯署信，希望取消「黑碼」安排，原因是由於兩地發展智慧城市步伐不一，不少長者使用智能手机有困難，且在關口網絡未必暢順，外國旅客也可能无法掌握使用「黑碼」，阻慢過關時間。8月9日，深圳市口岸办就香港各界人士提出取消“黑码”作出回应，表示港澳旅客的健康申报已经进行专项优化，又指旅客过境时需要进行健康申报的事项属于国家事权，深圳市口岸办亦已积极向上级主管部门反映。对于有长者因不会用智能手机而在填报健康申明卡时遇到困难，口岸办回复称，口岸现场有工作人员可以协助填报；而考虑到关口来往的旅客中老年人比较多，对智能手机掌握不熟悉，现场工作人员可以代为操作。
2023年10月31日，在海关总署宣布取消健康申明卡申报制度后，李慧琼对此表示支持，称歡迎並感謝海關總署不斷推出優化措施，“聆聽市民心聲”，形容11月1日是「標誌性的一天」；香港民建聯副主席、香港立法會議員陳勇相信取消「黑碼」後「每人最少快幾秒」，料過關效率將會倍增。不少香港市民表示支持取消，称取消「黑碼」亦代表疫情的一個結束。

## 内容
2020年启用的《健康申明卡》共分为六项主要内容，分别是旅客基本信息、联系方式、旅居史（填报近期曾到过的国家和地区）、接触人员情况（是否与感染者、发热患者、呼吸道疾病患者有所接触，所在社区是否有病例，所在办公室或家庭是否有症状）、个人身体状况（是否患有新冠相关症状，是否服用过退烧药、感冒药和止咳药，是否接种过疫苗等）及病毒检测结果。

### 历次修订情况
《健康申报卡》曾多次对填报内容进行修订，其中第二版将旅居史有关问题扩大至是否到过湖北省，以及新增是否有无症状感染者接触史；第三版则将旅居史有关问题扩大至是否曾经到过疫情国以及新增是否有确诊患者接触史。第四版则恢复填写出入境口岸信息的内容，新增“此后14日内的住址”、“过去14日内所在办公室、家庭等是否出现2人及以上有发热和/或呼吸道症状”、将症状内容扩大至12种，同时新增过去72小时内是否有退烧药、感冒药的服用情况。第五版新增针对妨害国境卫生检疫违法行为法律责任，严重者可追究刑责的告知，同时增加“因公来华或归国邀请方接待方”；将申报症状具体要求为“过去14日内或出/入境时”，同时增加了10个症状申报；服药时间由“过去72小时内”改为“过去14日内”，并增加止咳药；病毒检测结果由“阳性、阴性、结果未知”三个选项改为“是否为阳性”一个选项。
第七版《健康申报卡》新增了疫苗接种情况填报，并在第八版中做进一步完善，将疫苗接种日期调整为“第一、二、三剂次的接种日期”；同时新增是否有感染史、治愈后是否出现过阳性的选项。第九版则取消对出入境人员核酸检测信息、既往感染情况、疫苗接种日期的申报要求；对以往出入境人员容易产生疑问的项目进行了完善或调整，将时间追溯期由14天缩短至7天；增加《采样知情同意书》线上签署同意的功能。
2023年1月8日起，为配合新冠感染“乙类乙管”要求，第十版《健康申明卡》启用。新增内容包括该旅客是否有行前48小时新冠病毒核酸检测结果，同时删除服药史、接触史、社区、办公室、家庭感染史、疫苗接种等项目，以及“采样知情同意书”。2月6日，为配合香港与中国内地全面恢复通关并取消核酸检测要求，《健康申明卡》再次进行内容调整，将“是否自澳门入境人员”更改为“是否往来香港或澳门人员”选项并置顶，往来港澳人员仅需填写手機號類型、電話號碼以及徵狀申报。9月16日起，海关总署启用第十一版《健康申明卡》，对健康申报内容进行了优化调整，删除了境内居住地、座位号等申报内容，简化了旅居史、联系方式的填报要求。优化后的入境申报内容由18项优化至10项，出境申报内容由17项优化至9项，往来港澳人员申报内容由11项优化至9项。